# Maria Rita Brondi
Maria Rita Brondi (Rímini, 5 de juliol de 1889 - 1 de juliol de 1941) fou una cantant i concertista de llaüt italiana.
Primerament estudià guitarra a Itàlia amb Luigi Mozzani i a Espanya amb Tàrrega, el qual li dedica un minuet, després passà a París i a Londres, on donà grans concerts.
També estudià cant a Anglaterra sota la direcció de Tosti, i al retornar a la seva pàtria es consagrà a l'estudi del llaüt, el qual tocava amb singular mestria, havent aconseguit sorollosos èxits en els notables concerts que donava en el seu país.
Se li deu una obra de dades històrics titulada Il liuto e la chitarra (Torí, 1926).